# Nikki (Fernsehserie)
Nikki ist eine US-amerikanische Comedy-Fernsehserie, die von The WB produziert wurde.

## Handlung
Nikki (gespielt von Nikki Cox) hat den Traum, Tänzerin zu werden. Auf einer High School Party trifft sie Dwight White. Gegen den Willen von Dwights Mutter überredet sie ihn, mit ihr nach Las Vegas zu ziehen, um ihre Träume zu verwirklichen: Nikki möchte eine Tänzerin werden und Dwight ein Profi-Wrestler. Nach zwei Jahren wohnen sie verheiratet in Las Vegas.
Und somit beginnen ab der 2. Episode die Probleme bei der Arbeit, in der Beziehung und mit der Mutter.

## Trivia
In Folge 23 treten Amanda Bearse und David Garrison als Marcy und Steve Rhoades auf, ihren Rollen aus der Serie Eine schrecklich nette Familie.